# Kristina Torgilsdotter
Kristina Torgilsdotter, död efter 1305, var genom giftermål svensk prinsessa och hertiginna, gift med prins Valdemar Magnusson av Sverige, hertig av Finland.   
Kristina var dotter till marsken Torgils Knutsson. 1302 blev hon gift med prins Valdemar, hertig av Finland, son till Magnus Ladulås, och blev då svensk prinsessa med titeln hertiginna av Finland. Efter hennes fars fängslande (1305) försköt maken henne och lät skilja sig med hänvisning till att de var "dopsyskon"; marsken hade en gång burit honom till dopet.